# Светско првенство у рагбију 1999.
Светско првенство у рагбију 1999. (службени назив: 1999 Rugby World Cup) је било четврто светско првенство у рагбију 15 које се одржало у Велсу. Било је ово прво светско првенство у рагбију, од када је популарнији код рагбија, такозвани рагби јунион или рагби 15 постао професионални спорт (рагби 13 се почео играти за новац много раније).
Домаћин четвртог светског првенства у рагбију, био је Велс, али су се неки мечеви играли у Енглеској, Ирској, Француској и Шкотској. Велс је као домаћин обезбедио своје место на светском првенству, још три репрезентације нису морале да пролазе кроз квалификације, захваљујући високом пласману на претходном светском првенству. Те три селекције биле су Француска, Нови Зеланд и Јужноафричка Република.
Ово је било прво светско првенство на коме је учествовало 20 репрезентација, док је на претходном светском првенству учествовало 16 репрезентација.
Укупно 1 750 000 љубитеља рагбија било је присутно на 41 утакмици. Аустралија је по други пут освојила трофеј Веб Елис намењен светском прваку, након победе над Француском у финалу на стадиону Миленијум. Пре тога у полуфиналу Аустралија је након продужетака избацила Јужноафричку Републику, док је Француска победила Нови Зеланд са 43-31 у једној од најбољих утакмица у историји рагбија. Бронзану медаљу освојила је селекција Јужноафричке Републике након победе над Новим Зеландом.

## Избор домаћина
Светска рагби федерација изабрала је да Велс буде домаћин четвртог светског првенства у рагбију. Стадион Миленијум је изграђен између осталог за овај велики спортски догађај, а у његову изградњу уложено је око 126 000 000 фунти.

## Квалификације
Рагби јунион је деведесетих година постајао све популарнији спорт у свету. Учешће у квалификацијама је узело 65 рагби репрезентација, а међу њима је била и селекција Србије и Црне Горе. Дебитант на светском првенствоу је била Шпанија, а кроз бараж учешће су обезбедиле селекције Уругваја и Тонге.
| Регион                              | Квалификације |
| ----------------------------------- | ------------- |
| Европа                              | 8             |
| Јужна Америка                       | 2             |
| Северна, Централна Америка и Кариби | 2             |
| Азија                               | 1             |
| Африка                              | 2             |
| Океанија                            | 5             |

### Репрезентације које су се квалификовале
На Светском првенству у рагбију 1999. је укупно учествовало 20 репрезентација, а то су:
| Африка - Јужноафричка Република - Намибија Северна Америка, Средња Америка и Кариби - Канада - САД Јужна Америка - Аргентина - Уругвај | Азија - Јапан Европа - Енглеска - Француска - Ирска - Велс - Шкотска - Италија - Шпанија - Румунија | Океанија - Аустралија - Нови Зеланд - Фиџи - Самоа - Тонга |

## Стадиони
Утакмице светског првенства у рагбију 1999, играле су се на 18 стадиона широм Велса, Ирске, Шкотске, Енглеске и Француске:
- Миленијум (стадион) - 74.500
- Рејскорс граунд - 15.500
- Стреди парк - 10.800
- Стад де Франс - 80.000
- Стадион Твикенам - 75.000
- Стадион Марифилд - 67.500
- Хемпден парк - 52.500
- Ленсдаун роуд - 49.520
- Стад Болард Делелис - 41.800
- Стад Чабан-Делмас - 38.327
- Стадион Мунисипал - 37.000
- Мекалпин стадион - 24.500
- Ештон гејт стадион - 21.500
- Стад де ла Медитерејн - 18.000
- Стадион Велфорд Роуд - 16.500
- Томонд Парк - 13.500
- Ревејнхил, Белфаст - 12.500
- Нетердејл - 6.000

## Групе
Група А
- Јужноафричка Република
- Шкотска
- Уругвај
- Шпанија

Група Б
- Нови Зеланд
- Енглеска
- Тонга
- Италија

Група Ц
- Француска
- Фиџи
- Канада
- Намибија

Група Д
- Велс
- Самоа
- Аргентине
- Јапан

Група Е
- Аустралија
- Ирска
- Румунија
- Сједињене Америчке Државе

## Такмичење по групама
20 најбољих рагби репрезентација света биле су подељене у 5 група. Првопласиране селекције су директно ишле у четвртфинале, док су другопласиране и једна најбоља трећепласирана играле плеј оф за пласман у четвртфинале.
Група А
Шпанија - Уругвај 15-27
Шкотска - Јужноафричка Република 29-46
Шкотска - Уругвај 43-12
Јужноафричка Република - Шпанија 47-3
Јужноафричка Република - Уругвај 39-3
Шкотска - Шпанија 48-0
Група Б
Енглеска - Италија 67-7
Нови Зеланд - Тонга 45-9
Енглеска - Нови Зеланд 16-30
Италија - Тонга 25-28
Нови Зеланд - Италија 101-3
Енглеска - Тонга 101-10
Група Ц
Фиџи - Намибија 67-18
Француска - Канада 33-20
Француска - Намибија 47-13
Фиџи - Канада 38-22
Канада - Намибија 72-11
Француска - Фиџи 28-19
Група Д
Велс - Аргентина 23-18
Самоа - Јапан 43-9
Велс - Јапан 64-15
Аргентина - Самоа 32-16
Велс - Самоа 31-38
Аргентина - Јапан 33-12
Група Е
Ирска - САД 53-8
Аустралија - Румунија 57-9
САД - Румунија 25-27
Ирска - Аустралија 3-23
Аустралија - САД 55-19
Ирска - Румунија 44-14

## Елиминациона фаза
Плеј оф за четвртфинале
Енглеска - Фиџи 45-24
Шкотска - Самоа 35-20
Аргентина - Ирска 28-24
Четрвртфинале
Јужноафричка Република-Енглеска 44-21
Аустралија - Велс 24-9
Нови Зеланд - Шкотска 30-18
Француска - Аргентина 47-26
Полуфинале
Јужноафричка Република-Аустралија 21-27
Нови Зеланд - Француска 31-43
Меч за бронзану медаљу
Јужноафричка Република - Нови Зеланд 22-18
Финале
Аустралија - Француска 35-12
| Аустралија | 35 – 12 | Француска |
| ---------- | ------- | --------- |
|            |         |           |

| Шампион Света у рагбију 1999. |
| ----------------------------- |
| Аустралија 2. титула          |